# The King of Fighters XIII
The King of Fighters XIII (яп. ザ・キング・オブ・ファイターズ XIII Дза Кингу обу Файта:дзу Са:ти:н, сокр. KOFXIII) — тринадцатая по счету игра в серии файтингов The King of Fighters, была разработана и издана компанией SNK Playmore. Эта часть претерпела значительные изменения по сравнению с предшественницей, так были удалены некоторые режимы, а на их место добавленных новые, прежде уже используемые в серии. Также был расширен список персонажей, которые стали группироваться в команды по три участника, как в предыдущих частях серии. Действие игры разворачивается после событий The King of Fighters XI и является заключением сюжетной линии Эша Краймсона, которая началось в игре The King of Fighters 2003.
Игра была выпущена для японских аркадных автоматов (система Taito Type X2) 14 июля 2010 года, порты для Xbox 360 и PlayStation 3 вышли в конце 2011 года в Японии и англоязычных регионах, издателями в последних выступили компании Atlus и Rising Star Games. Приставочные версии игры отличает наличие большего контента по сравнению с аркадным оригиналом, консольщики получили новых персонажей, арены и игровые режимы. Руководителем проекта являлся Кэй Ямамото, который хотел привнести в файтинг элементы из предыдущих частей серии и исправить проблемы KOF XII. В итоге, большинство рецензий на игру были положительным, так как в этой части разработчики смогли устранить все проблемы KOF XII, а также доработали систему выполнения комбо-ударов.

## Отзывы
| Сводный рейтинг | Сводный рейтинг | Сводный рейтинг |
| Издание         | Оценка          | Оценка          |
| Издание         | PS3             | Xbox 360        |
| --------------- | --------------- | --------------- |
| GameRankings    | 77,03 %         | 81,67 %         |

Игра получила положительные отзывы игроков, набрав в среднем 81 % и 77 % для консольных версий на сайте GameRankings и 79 % и 77 % на Metacritic. Геймплей файтинга удостоился лестных отзывов от сайтов GameSpot и 1UP.com, его сравнивали с такими играми, как Street Fighter IV отмечая удовлетворительное исполнение, несмотря на возможные трудности для новичков серии. Визуальная составляющая игры была расхвалена сайтом GamePro который заявил, что файтинг «имеет невероятно индивидуальный — и невероятно красивый — визуальный стиль». Также хвалили компанию SNK Playmore, которая прислушалась к фанатам серии и исправила некоторые недостатки предыдущей игры, так список бойцов был увеличен, вернулись любимые фанатами персонажи. В то же время, игру критиковали за режим истории, который может быть непонятен для тех, кто незнаком с ранними играми серии, а также использует иллюстрации вместо роликов во время сюжетных заставок. Аналогичные замечания были высказаны в адрес онлайн-режима, так как разработчики не предусмотрели режим наблюдателя, наблюдать за другими поединками других игроков было нельзя.

## Продажи
Летом 2018 года, благодаря уязвимости в защите Steam Web API, стало известно, что точное количество пользователей сервиса Steam, которые играли в The King of Fighters XIII Steam Edition хотя бы один раз, составляет 456 361 человек.

## The King of Fighters 13 Global Match
В 2023 была анонсирована обновлённая версия игры под заголовком Global Match для PlayStation 4 и Nintendo Switch, в том числе версия «Deluxe Edition» с цифровым артбуком и саундтреком.